# Participarea României în campania anului 1918
În iarna lui 1916 și primăvara anului 1917, sub conducerea unui nou „leadership” militar (generalii Prezan, Christescu, Grigorescu, Averescu, Văitoianu etc.) și cu sprijinul substanțial al Misiunii Militare Franceze conduse de generalul Henri Berthelot, Armata României a fost reorganizată și instruită pe baze moderne adaptate cerințelor războiului.
Situația pe frontul de est a evoluat într-un mod negativ, astfel încât după ce Rusia a încheiat pacea de la Brest-Litovsk cu Puterile Centrale, România a fost nevoită să ceară armistițiul și apoi să fie nevoită să iasă din război și să semneze o pace separată în condiții umilitoare, în primăvara lui 1918. Din fericire, refuzul regelui Ferdinand, care a amânat la nesfârșit gestul formal de a semna acest tratat, a făcut posibilă reînceperea ostilităților în ultimele două zile ale războiului, prezervând în acest mod statutul României de stat beligerant la Conferința de Pace de la Paris.

## Reluarea luptelor

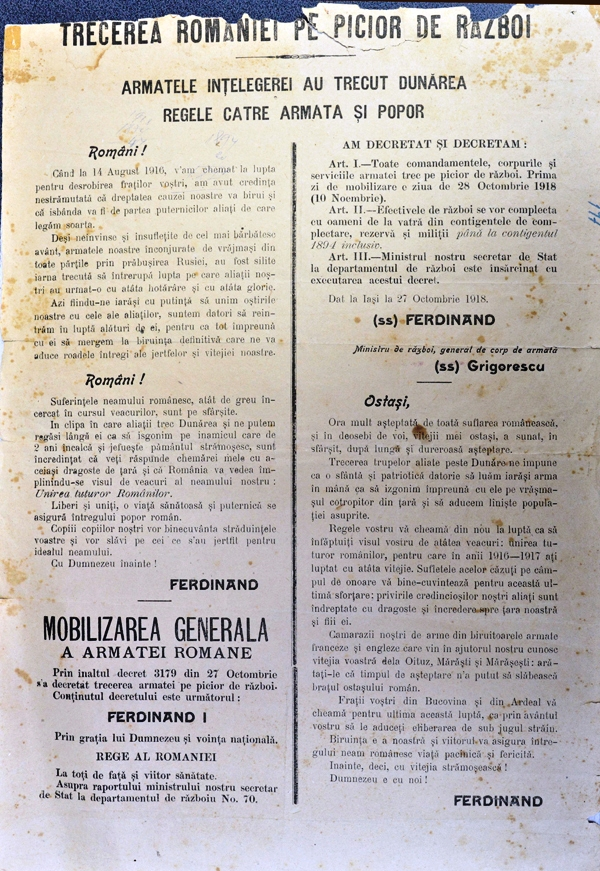
Proclamațiile către populație și armată din 27 octombrie/ 9 noiembrie 1918, semnate de regele Ferdinand I și Înaltul Decret No. 3179 privind remobilizarea armatei, contrasemnat de generalul Eremia Grigorescu.

După ofensiva încununată cu succes de la Salonic care a avut ca rezultat scoaterea din război a Bulgariei, România a reintrat în război pe 10 noiembrie 1918, cu doar o zi mai înainte ca războiul să se încheie în vest.

## Eliberarea teritoriului național
Pe 27 martie 1918, Sfatul Țării din Basarabia a proclamat unirea cu România cu o majoritate a voturilor. Pe 14 octombrie, reprezentanții populației din Bucovina a votat pentru unirea cu Țara (unirea realizându-se pe 15 noiembrie), iar pe 1 decembrie același an, și reprezentanții românilor și sașilor din Transilvania a adoptat proclamația de la Alba Iulia de unire cu Regatul Român.
Tratatul de la Versailles a recunoscut toate proclamațiile de unire, în conformitate cu dreptul la autodeterminare stabilit de Declarația celor 14 puncte ale președintelui american Thomas Woodrow Wilson.

## Urmări
Pierderile de militari români (în raport cu pierderile militare totale ale Aliaților)
     Imperiul Rus (30%)
     Franța (25%)
     Imperiul Britanic (16%)
     Italia (12%)
     Serbia (8%)
     România (6%)
     Statele Unite (1%)
     Alți participanți (2%)